# Saint-Herménégilde
Saint-Herménégilde är en kommun i provinsen Québec i Kanada. Den ligger i regionen Estrie, i den sydöstra delen av landet, 300 km öster om huvudstaden Ottawa. Kommunen bildades 1985 genom sammanslagning av bykommunen och landskommunen med samma namn.